# Witold Lutosławski
Œuvres principales
- Symphonie no 3
- Concerto pour orchestre
- Concerto pour violoncelle
- Musique funèbre
- Variations symphoniques
- Quatuor à cordes
- Symphonie no 2
- Livre pour orchestre

Witold Roman Lutosławski ([ˈvitɔld lutɔsˈwafski], Vitold Lutoswafski), né le 25 janvier 1913 à Varsovie et mort le 7 février 1994 dans la même ville, est un compositeur et chef d'orchestre polonais.

## Biographie
Il étudie la musique à Varsovie, avec comme professeur Witold Maliszewski (1873-1939), ancien élève de Nikolaï Rimski-Korsakov. Durant la Seconde Guerre mondiale, il est fait prisonnier par les Allemands mais réussit à s'évader. Il joue comme pianiste dans les cafés pour gagner sa vie.

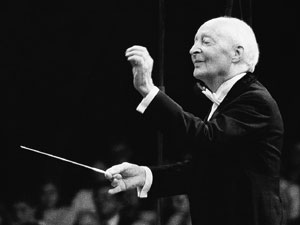
Witold Lutosławski

D'abord influencé par Karol Szymanowski pour ses Variations symphoniques (1939), il s'inspire de la musique populaire de Mazovie pour son Concerto pour orchestre commandé par le chef d'orchestre Witold Rowicki qui le crée en 1954. Son utilisation de la musique populaire rappelle celle de Béla Bartók, auquel il rend hommage en 1954 avec une Musique funèbre.
Dans les années 1950, il s'essaie au sérialisme, avec sa musique funèbre puis à la musique aléatoire avec ses Jeux vénitiens. Les œuvres postérieures sont essentiellement orchestrales, et il les enregistre comme chef d'orchestre. Une intégrale de ses œuvres orchestrales a été enregistrée sous la direction d'Antoni Wit. Lutosławski écrit aussi pour voix, souvent à partir de poèmes français : Trois poèmes d'Henri Michaux, Les Espaces du sommeil d'après Robert Desnos.
Il a dédié un certain nombre de ses compositions aux plus grands interprètes de son temps comme Mstislav Rostropovitch, Dietrich Fischer-Dieskau, Paul Sacher et Anne-Sophie Mutter.

## Œuvres principales
- Sonate pour piano  (1934)
- Variations symphoniques 1938
- Variations sur un thème de Paganini pour deux pianos, 1941 (version pour piano et orchestre de 1978)
- Trio pour vents, 1945
- Mélodies populaires pour piano, 1945
- Chants de Noël polonais, 1946
- Symphonie no 1, 1941-1947
- Chants d'enfants, 1949
- Ouverture, 1949
- Petite suite pour orchestre (Mala suita), 1951
- Triptyque silésien pour soprano et orchestre (Tryptyk slaski), 1951
- Bucoliques pour piano, 1952
- Concerto pour orchestre, 1950-1954
- Préludes (Preludia taneczne), 1954-5
- Cinq mélodies, 1956-7
- Musique funèbre pour orchestre à cordes (Muzyka żałobna), 1958
- Cinq mélodies pour voix et orchestre, 1958
- Trois postludes, 1958-60
- Jeux vénitiens, 1961
- Trois Poèmes d'Henri Michaux pour chœurs et orchestre, 1963
- Quatuor à cordes, 1964
- Paroles tissées pour harpe, piano, cordes et ténor, 1965
- Symphonie no 2, 1966-7
- Livre pour orchestre, 1968
- Concerto pour violoncelle, 1970
- Préludes et fugue pour cordes, 1972
- Variation « Sacher » pour violoncelle, 1975
- Les Espaces du Sommeil pour baryton et orchestre, 1975
- Mi-parti pour orchestre, 1976
- Novelette, 1978-9
- Épitaphe pour hautbois et piano
- Double concerto pour hautbois et harpe, 1979-80
- Symphonie no 3, 1974-83
- Chaine 1 pour orchestre de chambre, 1983
- Chaine 2 (dialogue brillant pour violon et orchestre), 1985
- Chaine 3 pour orchestre, 1986
- Concerto pour piano, 1988
- Partita pour orchestre de chambre et violon, 1988
- Chantefleurs et Chantefables pour soprano et orchestre, 1991
- Symphonie no 4, 1993

## Prix
- 1973 : Prix Sibelius de Wihuri
- 1983 : Prix Ernst von Siemens
- 1985 : Prix Grawemeyer
- 1993 : Prix de Kyoto
- 1993 : Prix Polar Music

## Récompenses et distinctions
- Décoré dans l'Ordre de la Bannière du Travail
- Croix de Chevalier dans l'ordre Polonia Restituta
- Décoré dans l'ordre de l'Aigle blanc
- Décoré dans l'ordre des Bâtisseurs de la République polonaise
- Décoré Pour le Mérite

Il a reçu plusieurs Doctorat honoris causa :
- université Jagellonne de Cracovie en 1984[1].
- université de Durham
- université Northwestern
- université Queen's de Belfast

## Discographie sélective
- Symphonies nos 2 et 3, Orchestre Symphonique de la Radio Finlandaise, dir. Hannu Lintu. SACD Ondine 2018. Diapason d'or

### Bases de données et dictionnaires
- Ressources relatives à la musique :   - International Music Score Library Project
  - AllMusic
  - BRAHMS
  - Carnegie Hall
  - Discogs
  - Grove Music Online
  - Last.fm
  - MusicBrainz
  - Muziekweb
  - Rate Your Music
  - Répertoire international des sources musicales
  - Songkick
  - SoundCloud
- Ressources relatives au spectacle :   - Archives suisses des arts de la scène
  - Les Archives du spectacle
  - Encyclopédie du théâtre polonais
- Ressources relatives aux beaux-arts :   - Académie des arts de Berlin
  - Académie des beaux-arts
  - AGORHA
- Ressources relatives à l'audiovisuel :   - Filmportal
  - IMDb
- Ressource relative à la vie publique :   - Documents diplomatiques suisses 1848-1975
- Ressource relative à la recherche :   - Académie serbe des sciences et des arts
- Ressource relative à plusieurs domaines :   - Radio France
- Notices dans des dictionnaires ou encyclopédies généralistes :   - Britannica
  - Brockhaus
  - Den Store Danske Encyklopædi
  - Deutsche Biographie
  - Gran Enciclopèdia Catalana
  - Hrvatska Enciklopedija
  - Internetowa encyklopedia PWN
  - Munzinger
  - Polski Słownik Biograficzny
  - Store norske leksikon
  - Treccani
  - Universalis
- Notices d'autorité :   - VIAF
  - ISNI
  - BnF (données)
  - IdRef
  - LCCN
  - GND
  - Italie
  - Japon
  - CiNii
  - Espagne
  - Belgique
  - Pays-Bas
  - Pologne
  - Israël
  - NUKAT
  - Catalogne
  - Suède
  - Canada
  - WorldCat